# Lista de condes e duques da Apúlia e da Calábria

O Ducado da Apúlia e Calábria no contexto político da Itália e dos Balcãs em 1084

Esta é a lista de condes e duques da Apúlia e da Calábria, no Sul da Itália, a do século XI até o século XII. O condado se originou com Guaimário IV de Salerno, que foi aclamado "Duque da Apúlia e Calábria" pelos normandos. Ele, por sua vez, criou o líder normando, Guilherme I Braço-de-ferro, um membro do famoso clã dos Altavila, conde em Melfi. Embora nunca tenha sido reconhecido pelo imperador, Guilherme é geralmente considerado como o primeiro conde da Apúlia e da Calábria. Em 1047, o imperador Henrique III tomou de volta o título ducal de Guaimário. Ele batizou o irmão e sucessor de Guilherme, Drogo, Dux et Magister Italiae comesque Normannorum totius Apuliae et Calabriae e fez dele um vassalo direto do imperador.

## Condes da Apúlia e Calábria
| Conde                              | Retrato           | Nascimento                                             | Casamentos                                                     | Morte                          |
| ---------------------------------- | ----------------- | ------------------------------------------------------ | -------------------------------------------------------------- | ------------------------------ |
| Guilherme Braço de Ferro 1042–1046 |                   | antes de 1010 filho de Tancredo de Altavila e Muriela  | Guida de Sorrento                                              | 1046                           |
| Drogo 1046–1051                    |                   | antes de 1010 filho de Tancredo de Altavila e Muriella | Altrude de Salerno 1047 1 filho                                | Montiglio 10 de agosto de 1051 |
| Anfredo 1051–1057                  |                   | antes de 1010 filho de Tancredo de Altavila e Muriella | Gaitelgrima 2 filhos                                           | Agosto 1057                    |
| Roberto Guiscardo 1057–1059        | Roberto Guiscardo | 1015 filho de Tancredo de Altavila e Fressenda         | Alberada de Buonalbergo 1051 2 filhos Sigelgaita 1058 8 filhos | 1085 Fiscardo 70 anos          |

## Duques da Apúlia e Calábria
| Duque                       | Retrato           | Nascimento                                        | Casamentos                                                     | Morte                           |
| --------------------------- | ----------------- | ------------------------------------------------- | -------------------------------------------------------------- | ------------------------------- |
| Roberto Guiscardo 1059–1085 | Roberto Guiscardo | 1015 filho de Tancredo de Altavila e Fressenda    | Alberada de Buonalbergo 1051 2 filhos Sigelgaita 1058 8 filhos | 1085 Fiscardo aged 70           |
| Rogério I Borsa 1085–1111   |                   | 1060 filho de Roberto Guiscardo e Sigelgaita      | Adela de Flandres 1091 1 filho                                 | 22 de fevereiro de 1111 51 anos |
| Guilherme II 1111–1127      |                   | 1095 filho de Rogério I Borsa e Adela de Flandres | 1114 Sem filhos                                                | Julho de 1127 19 anos           |

Em 1127 o ducado passou para o conde da Sicília e foi utilizado de forma intermitente daí pra frente como um título para o herdeiro-aparente do condado.
| Duque                                                                       | Retrato     | Nascimento                                                                    | Casamento                                                                                       | Morte                                   |
| --------------------------------------------------------------------------- | ----------- | ----------------------------------------------------------------------------- | ----------------------------------------------------------------------------------------------- | --------------------------------------- |
| Rogério II 1127–1134                                                        | Rogério II  | 22 de dezembro 1095 Mileto filho de Rogério I da Sicília e Adelaide del Vasto | Elvira de Castela 1117 6 filhos Sibila da Borgonha 1149 2 filhos Beatriz de Rethel 1151 1 filho | 26 de fevereiro de 1154 Palermo 59 anos |
| Rogério III 1134–1149 contestado por Ranulfo                                |             | 1118 filho de Rogério II e Elvira de Castela                                  | nunca se casou                                                                                  | 12 de maio de 1148 30 anos              |
| Ranulfo 1137–1139 candidato do papa Inocêncio II e do imperador Lotário III |             | filho de Roberto, conde de Caiazzo e Gaitelgrima                              | Matilda                                                                                         | Troia 30 de abril de 1139               |
| Guilherme III 1149–1151                                                     | Guilherme I | 1131 filho de Rogério II e Elvira de Castela                                  | Margarete de Navarra 4 filhos                                                                   | 7 de maio de 1166 Palermo 35 anos       |
| Rogério IV 1156–1161                                                        |             | 1152 filho de Guilherme I da Sicília e Margarete de Navarra                   | nunca se casou                                                                                  | 1161 Palermo 9 anos                     |

O título ficou vago após a morte de Rogério IV. Ele pode ter sido revivido para um filho de vida curta de Guilherme II. Ele foi revivido pelo rei Tancredo para seu filho mais velho em 1189.
| Duque               | Retrato | Nascimento                                                  | Casamentos                     | Morte               |
| ------------------- | ------- | ----------------------------------------------------------- | ------------------------------ | ------------------- |
| Boemundo 1181       |         | 1181 filho de Guilherme II da Sicília e Joana da Inglaterra | nunca se casou                 | 1181 menos de 1 ano |
| Rogério V 1189–1193 |         | 1175 filho de Tancredo da Sicília e Sibila de Acerra        | Irene Angelina 1193 Sem filhos | 1193 18 anos        |